# پارک ملی دولومیتی
پارک ملی دولومیتی (به ایتالیایی: Parco nazionale delle Dolomiti Bellunesi) یک پارک ملی در ایتالیا است که در استان بلونو واقع شده‌است.